# 大根島の熔岩隧道
- 大根島の熔岩隧道
- 大根島の溶岩隧道

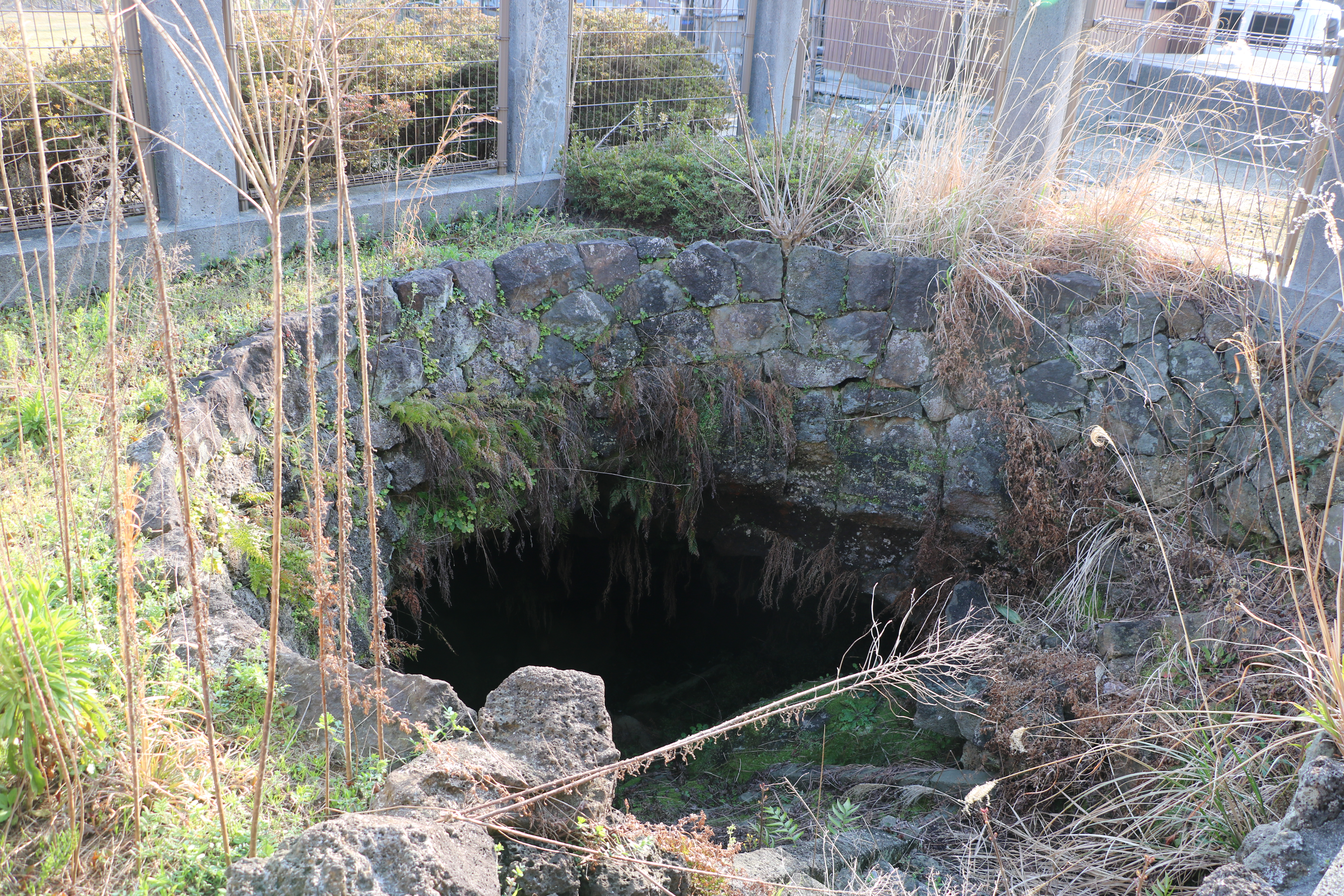
大根島の熔岩隧道。2021年3月26日撮影。

大根島の熔岩隧道（だいこんじまのようがんずいどう）は、島根県松江市八束町遅江にある国の特別天然記念物に指定された溶岩洞である。
国の天然記念物に指定された溶岩洞穴は日本国内に全13件あり、そのうちの大半を占める11件が富士山山麓の山梨・静岡の2県に集中しており、残りの2件が島根県大根島にある大根島の熔岩隧道と大根島第二熔岩隧道である。
本記事で解説する大根島の熔岩隧道は、地元では幽鬼洞（ゆうきどう）と呼ばれている。溶岩洞は環状（ループ状）のトンネルになっている旧洞と直線状の新洞が連結した複雑な形状をしており、総延長は206.6メートルである。1931年（昭和6年）7月31日に国の天然記念物に指定され、その後の1952年（昭和27年）3月29日には国の特別天然記念物に格上げされた。
この溶岩洞窟は古くから知られていた旧洞と、1925年（昭和元年）に新たに発見された新洞で構成されているが、いずれも約20万年前の同時期に形成された同一のものである。かつては富士山麓に多数ある溶岩洞窟と同じように、溶岩流の表面が冷えて固まった後に、まだ固まらない内部の溶岩が傾斜面に沿って流動し、外殻の下部を破って流れ去った空洞と考えられていたが、大根島の熔岩洞窟では、溶岩流の中に含まれる発泡した火山ガスが集合して複数の空洞をつくり、これらのガスが移動することによって複数の空洞同士が連結されたもの、ガスの圧力によって表層部の溶岩層を持ち上げて形成された「ガス溜まり空洞」であると、近年の調査によって考えられるようになった。
2021年現在、一部崩落の可能性があることに加え、洞内に滞水する水位が高い状態が続いているため、危険防止のため洞口の周囲には金網が設置されており、一般の入洞は禁止されている。

## 解説

### 大根島の火山活動の概略
大根島の熔岩隧道は島根県と鳥取県に跨る潟湖である中海に浮かぶ大根島の遅江（おそえ）地区に所在する。
遅江地区は大根島の南東に位置しており、国の特別天然記念物に指定された大根島の熔岩隧道は遅江地区の海岸（湖岸）に近い、民家が密集する住宅街の中に洞口を開けている。この洞口は洞内の天井の一部が陥没して出来たもので、地元では幽鬼洞（ゆうきどう）、または大根島第二熔岩隧道と区別するため（大根島）第一熔岩隧道とも呼ばれている。
中海に浮かぶ大根島と江島の2島は、約22万年前から19万年前の3万年間にわたって噴火を続け形成された元々は同一の火山島で、粘性が非常に低い玄武岩からできている。大根島を覆う溶岩層の厚さは約80メートほどもあるが、大きな火口などから噴出したのではなく、多数ある小規模な溶岩噴出口（Lava Pond）から薄い溶岩流が流れ出し、徐々に重なって出来たもので、この第一熔岩隧道洞口付近の天井に見られる2層のクラスト（外殻）は薄く、柱状節理の形成も貧弱であり、これらのことは大量の溶岩を噴出するような活発で大規模な火山活動ではなく、溶岩が湧水のように湧き出す穏やかな火山活動であったと考えられる。
大根島のマグマは深いところから噴出したと考えられていて、溶岩の中には多数の気泡が含まれている。溶岩は地中深くから噴出する際、周囲の水分を捉えながら地表に向けて上昇してくるが、その水分が374℃ 、220気圧以上になると水蒸気から気化する。その際、気化した気体（火山ガス）が溶岩中に入り込むので、地上に噴出したときには、ちょうど炭酸飲料を開けた時に発生するような気泡（減圧による発泡）が溶岩中に多数生じる。そのため大根島の溶岩はすべて、非常に多くの細孔が空いた多孔質の玄武岩の溶岩である。
この発泡したガスが寄り集まって空洞をつくり、これらガスの充満した空洞同士がガスの移動によって連結し洞窟状の形状になった。本熔岩隧道の陥没したように見える洞口部（入口）は、ガス溜まりの広い空洞部が、ガスの圧力によって天井部の薄いクラスト（表層溶岩層）を突き破って噴き上げた時に崩壊したものと考えられる。その際に、わずかに流入した軟らかい溶岩流の痕跡が残っている。

### 富士山火山洞窟研究会による調査

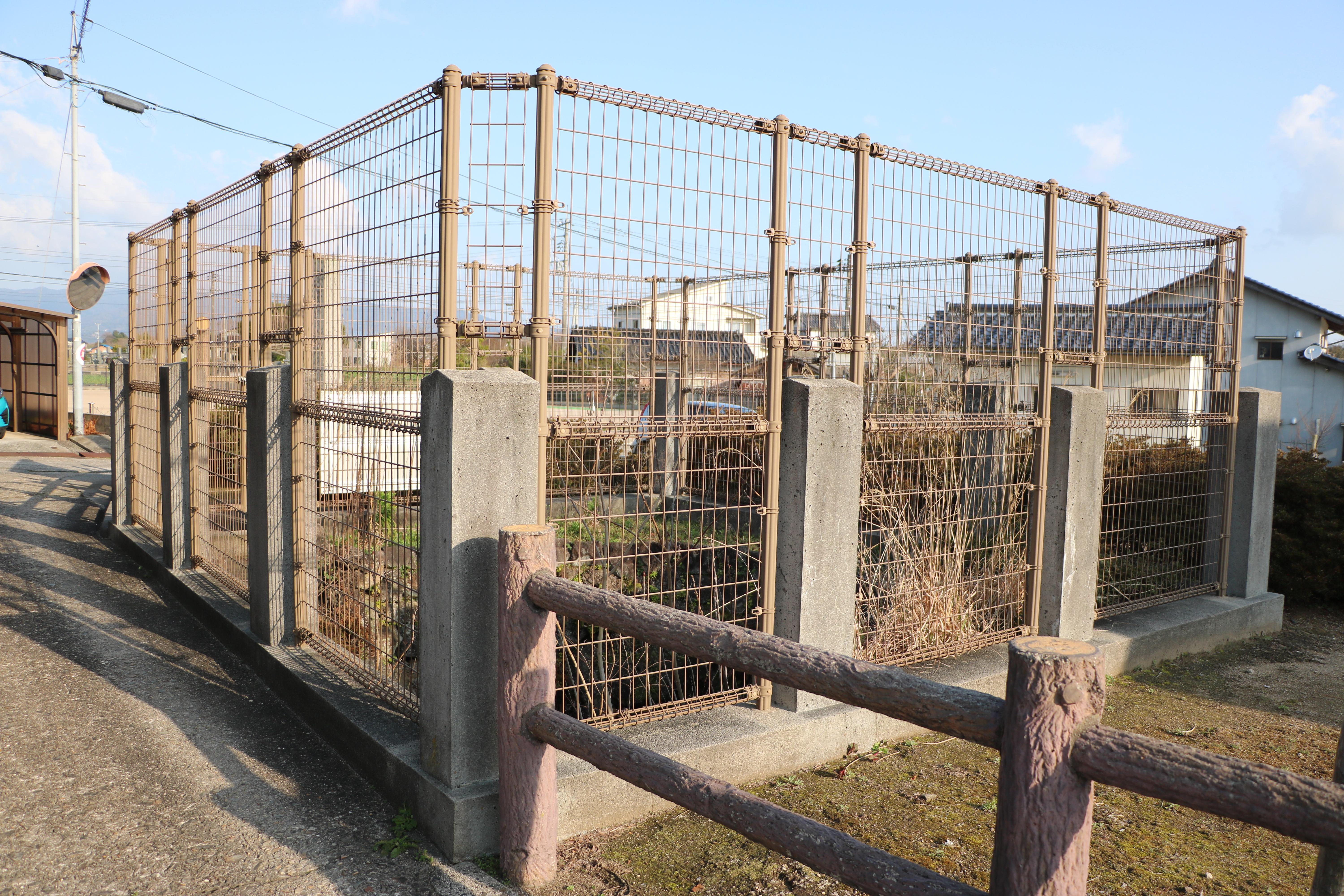
入洞禁止のため洞口の周囲は金網が設置されている。2021年3月26日撮影。

特別天然記念物に指定された以降も、大根島熔岩隧道の形態や規模など詳細な全体像は十分に解明されていなかった。2003年（平成15年）、当時の八束町教育委員会は、大根島に2つある国指定天然記念物の溶岩洞窟の調査を、富士山火山洞窟研究会へ依頼委託した。
富士山火山洞窟研究会（現、火山洞窟学会）は、山梨大学大学院教授で地盤防災工学の専門家である村上幸利、山梨県文化財保護審議会の小川孝徳など、主に山梨県側の富士山山麓に点在する国指定天然記念物の溶岩洞窟や熔岩樹形などの調査や保護保全を行ってきたメンバーで構成されており、一時は荒廃していた国指定天然記念物の西湖蝙蝠穴およびコウモリ（山梨県南都留郡足和田村/現富士河口湖町）を、1998年（平成10年）に整備、防災対策、一般公開といった一連の事業を行った実績があり、大根島にある2つの溶岩洞窟の保護・保全、そして公開の是非について検討模索していた八束町教育委員会から調査を委託された。
富士山火山洞窟研究会による大根島の現地調査は同年8月29、30日の両日にかけて行われた。洞内の一部が水没しているため、調査に先立ち八束町教育委員会は大型ポンプ1台、小型ポンプ2台を使用して排水を行い、新洞で約50センチの減水を実施した。調査の主な趣旨は、立ち入り区域と禁止区域の線引き、立ち入り可能区域における危険要因の特定、それら危険要因の除去方法の提案を行うことを念頭に行われた。

### 大根島における溶岩洞成因の考察

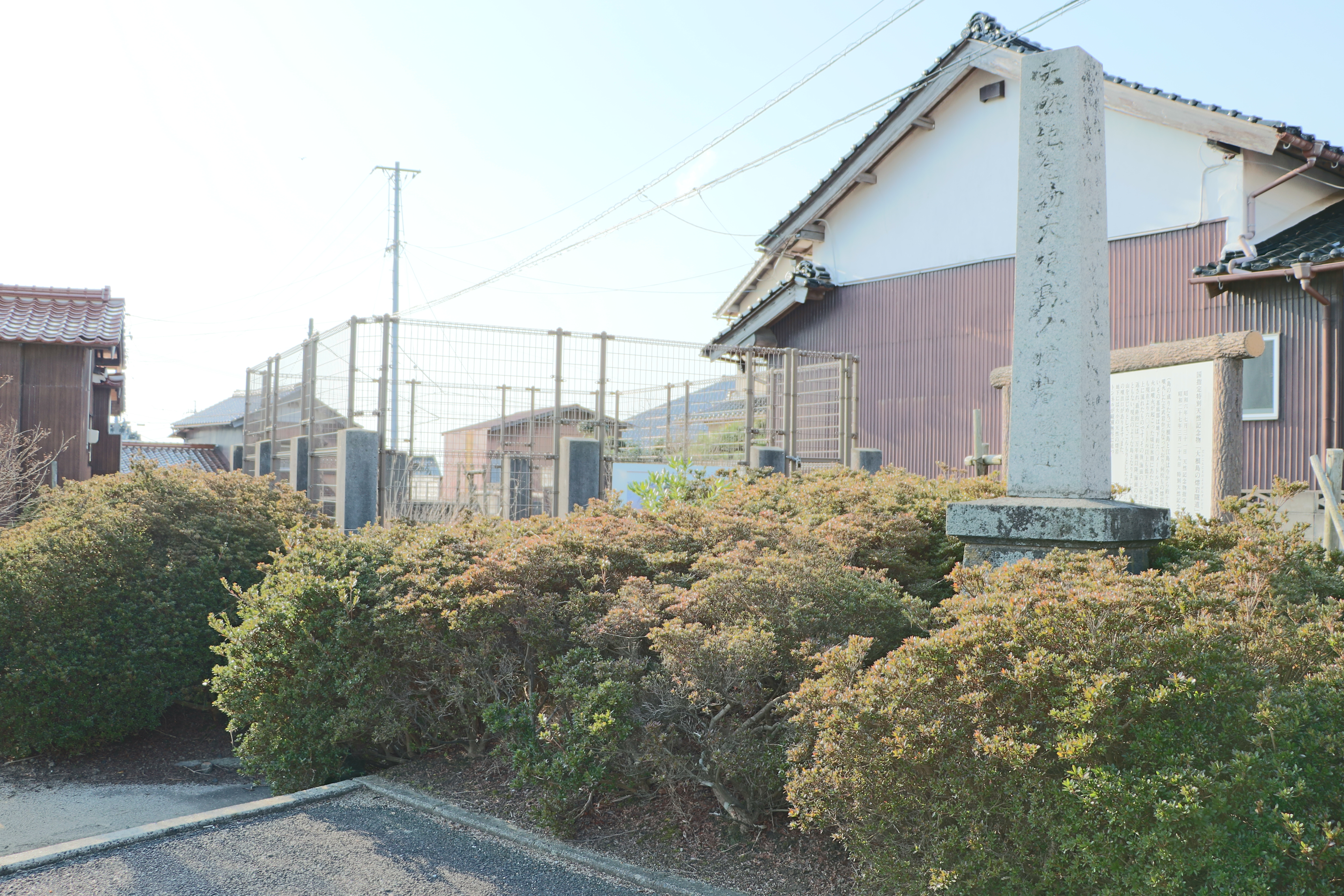
天然記念物指定石碑。画像奥に洞口の金網。このように民家の立ち並ぶ場所に所在する。2021年3月26日撮影。

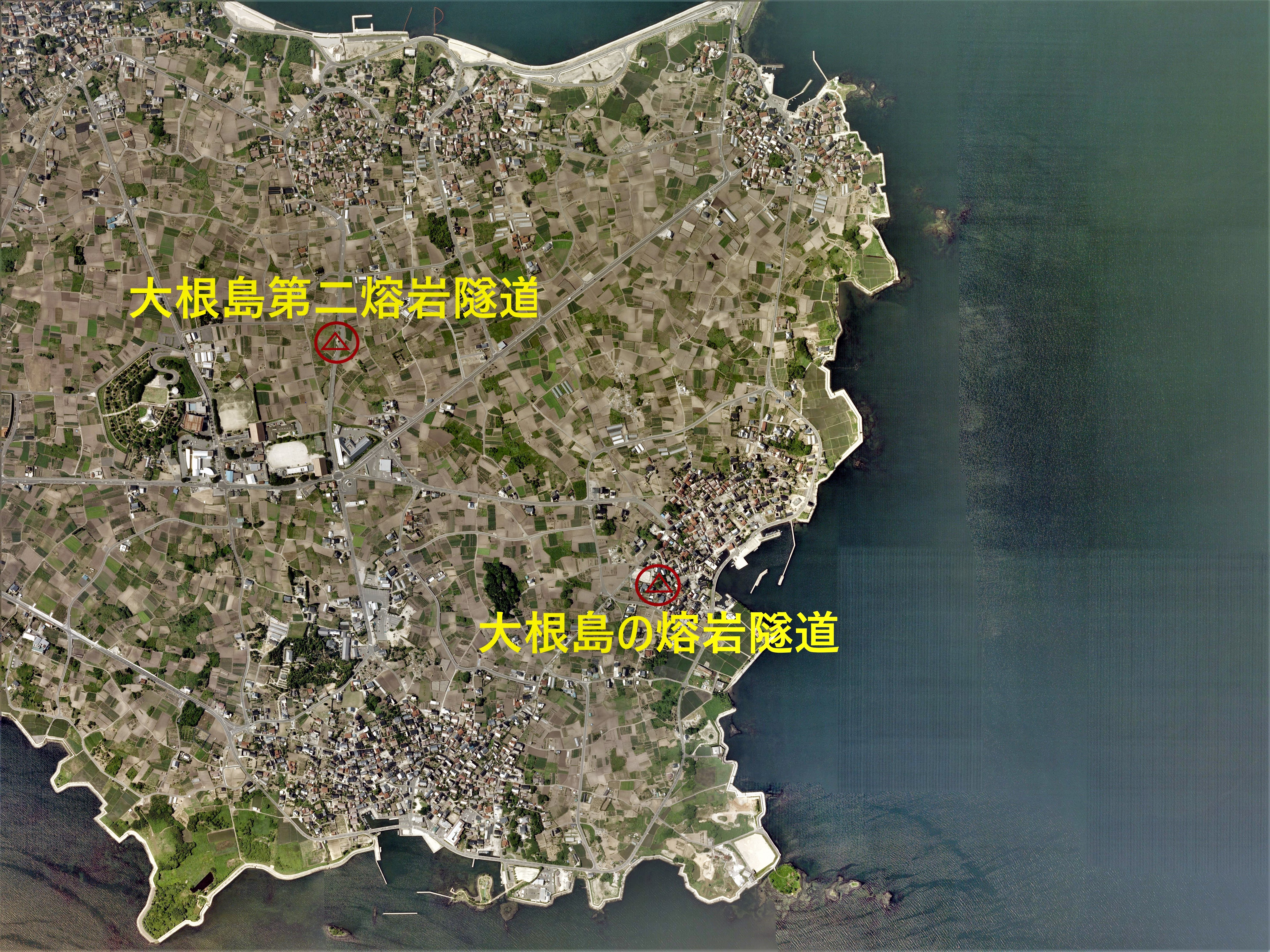
大根島の熔岩隧道と第二熔岩隧道の位置を記した空中写真。
大根島の熔岩隧道（第一熔岩隧道）は大根島南東の遅江港近くにあり、第二熔岩隧道は島の内陸中央部にある。
（2009年6月26日撮影の8枚を合成作成。）

大根島の火山は粘性に乏しい玄武岩質の流動性に富んだマグマであり、本洞は横幅があるわりに天井が低い、横断面が扁平な蒲鉾型（かまぼこがた）と呼ばれるタイプの溶岩洞である。
大根島中央にある同島最高標高点の大塚山（標高42.2メートル）は、噴火活動の最末期に火山灰を噴き上げてできたスコリア丘であるが、大根島の火山は活動期間中の排出物はマグマが主体で、火山灰や火山礫はほとんど見られなかったため、本洞を構成する岩盤には脆弱で崩れやすいスコリア質の部分を局部的にも全く持たず、そればかりか節理などによるクラックの発達も小さい。ただし詳細な目視調査により旧洞の「背擦り」と呼ばれる付近の天井部において、開口幅1センチから2センチ程度のごく小さいクラックを伴った剥離状の浮盤（ハンマーで叩くと乾いた音があり空洞の存在が疑われる個所）が6個所確認された。しかしこれらは周囲の岩盤と連続しているため安定が保たれており、落盤等の危険性は低いと考えられた。
本洞の防災面で問題となるのは洞内に常時滞った滞水で、前述したとおり今回の調査に先立ち排水が行われたものの、水位が下がった状態の水深は旧洞では30センチから40センチ、新洞はそれより深い50センチから80センチほどであった。この水の水位は近くにある遅江港の潮位と連動していることから、洞内の一部が中海の海底と連結している可能性が考えられている。
洞内の滞水中には、洞口から長年の間に流入した土砂などによるヘドロが、平均して15センチから20センチほど堆積しており、洞内壁面下部や底面の調査は不可能であった。
報告書には入洞者がこのヘドロに足をとられる危険性を指摘しており、ヘドロの浚渫の検討が必要であるものの、浚渫には多額の経費がかかるため、特に浸水の激しい新洞については当面の間、立ち入り禁止の措置をとることが望ましいと提言しており、仮に一般に公開する場合でも、水位を必要以上に下げる（過剰に排水する）ことは、これまで長期間にわたり水と接触してきた洞内環境を変えることになり、洞窟の強度に影響を与える可能性も否定できないとし、公開に当たっては、一般の入洞は許可制にし、安全確保のためガイドの同伴、ゴムボート等の使用を検討すべきであるとしている。
また、かつて本洞にはミミズハゼの一種であるドウクツミミズハゼ Luciogobius albus 通称「目無し魚」と呼ばれる洞窟性魚類が生息していたが、1952年（昭和27年）8月に確認されたのを最後に見られなくなり、2003年（平成15年）の富士山火山洞窟研究会の調査の時点でも確認することは出来ず、島根県の作成したレッドデータブックによれば絶滅に分類されている。
洞内の計測は水位と天井の低さから正確さに欠けるものの、一般的な火山洞窟簡易測量として設定した基線を中心に、左右上下の計測数値を元に簡易平面図、横断面図および縦断面図が作成された。その結果、環状（ループ状）の旧洞も直線状の新洞も、床面の構造がほぼ水平で斜度もほとんどなく、旧洞の「迷い路」と呼ばれる先端部のみに溶岩流入の痕跡が確認された。新旧の洞窟は2つの支洞で連結しているが、いずれも洞口付近で合流した高圧ガスが溶岩表層の下にガス溜まりと思われる形状をしており、新旧の洞窟は一体のものと考えらえる。冒頭に記した総延長206.6メートルはこの基線を元にした値である。一方、洞口付近には溶岩流の内部で発生したガスが集結して、一旦は固まった溶岩の殻を突き破って大気に放出された痕跡が多く残されており、本溶岩洞窟形成時の状況を知るうえで貴重なものであり、保存の必要性を指摘している。
これらのことから、大根島の熔岩隧道の成因は、ガス圧力で表層溶岩層を持ち上げて形成されたガス溜まりによる空洞であると結論付けられた。

## 交通アクセス
所在地
- 島根県松江市八束町遅江。

交通
- JR山陰本線松江駅より松江市交通局（市営バス） 第4路線八束線バス乗車、八束町・由志園入口バス停下車、徒歩約10分[22]。2021年現在、一般の立ち入り、入洞は禁止されている。